# Arques (Aude)
Pour les articles homonymes, voir Arques.
Arques  est une commune française, située dans le département de l'Aude, en région Occitanie.
Sur le plan historique et culturel, la commune fait partie du massif des Corbières, un chaos calcaire formant la transition entre le Massif central et les Pyrénées. Exposée à un climat océanique altéré, elle est drainée par le Rialsesse et par divers autres petits cours d'eau. La commune possède un patrimoine naturel remarquable : un site Natura 2000 (les « hautes Corbières ») et deux zones naturelles d'intérêt écologique, faunistique et floristique.
Arques est une commune rurale qui compte 253 habitants en 2022, après avoir connu un pic de population de 601 habitants en 1846. Ses habitants sont appelés les Arquois et ses habitantes les Arquoises.
Le patrimoine architectural de la commune comprend deux immeubles protégés au titre des monuments historiques : la croix, inscrite en 1948, et le château, classé en 1887.

## Géographie

### Localisation
Arques est une commune située dans les Pyrénées en haute vallée de l’Aude, sur la route RD 613 de Couiza à Narbonne par les Corbières, dans la vallée de la Rialsesse.

### Communes limitrophes
Les communes limitrophes sont  Albières, Bouisse, Fourtou, Peyrolles, Rennes-les-Bains, Sougraigne et Valmigère.
|                  | Valmigère  | Bouisse  |
| Peyrolles        | Arques     | Albières |
| Rennes-les-Bains | Sougraigne | Fourtou  |

### Géologie et relief
Arques se situe en zone de sismicité 2 (sismicité faible).

### Hydrographie
La commune est dans la région hydrographique « Côtiers méditerranéens », au sein du bassin hydrographique Rhône-Méditerranée-Corse. Elle est drainée par la Rialsesse, le ruisseau de Jouncquairolles, le ruisseau de la Frau, le ruisseau de Laït, le ruisseau del Cazal, le ruisseau de Moullet, le ruisseau des Bringuières, le ruisseau des Eychartous, le ruisseau de Vétouze, le ruisseau du Bosquet et le ruisseau du Paradis, constituant un réseau hydrographique de 24 km de longueur totale,.
La Rialsesse, d'une longueur totale de 14,2 km, prend sa source dans la commune de Fourtou et s'écoule du sud-est vers le nord-ouest puis vers l'ouest. Elle traverse la commune et se jette dans la Sals à Rennes-les-Bains, après avoir traversé 6 communes.

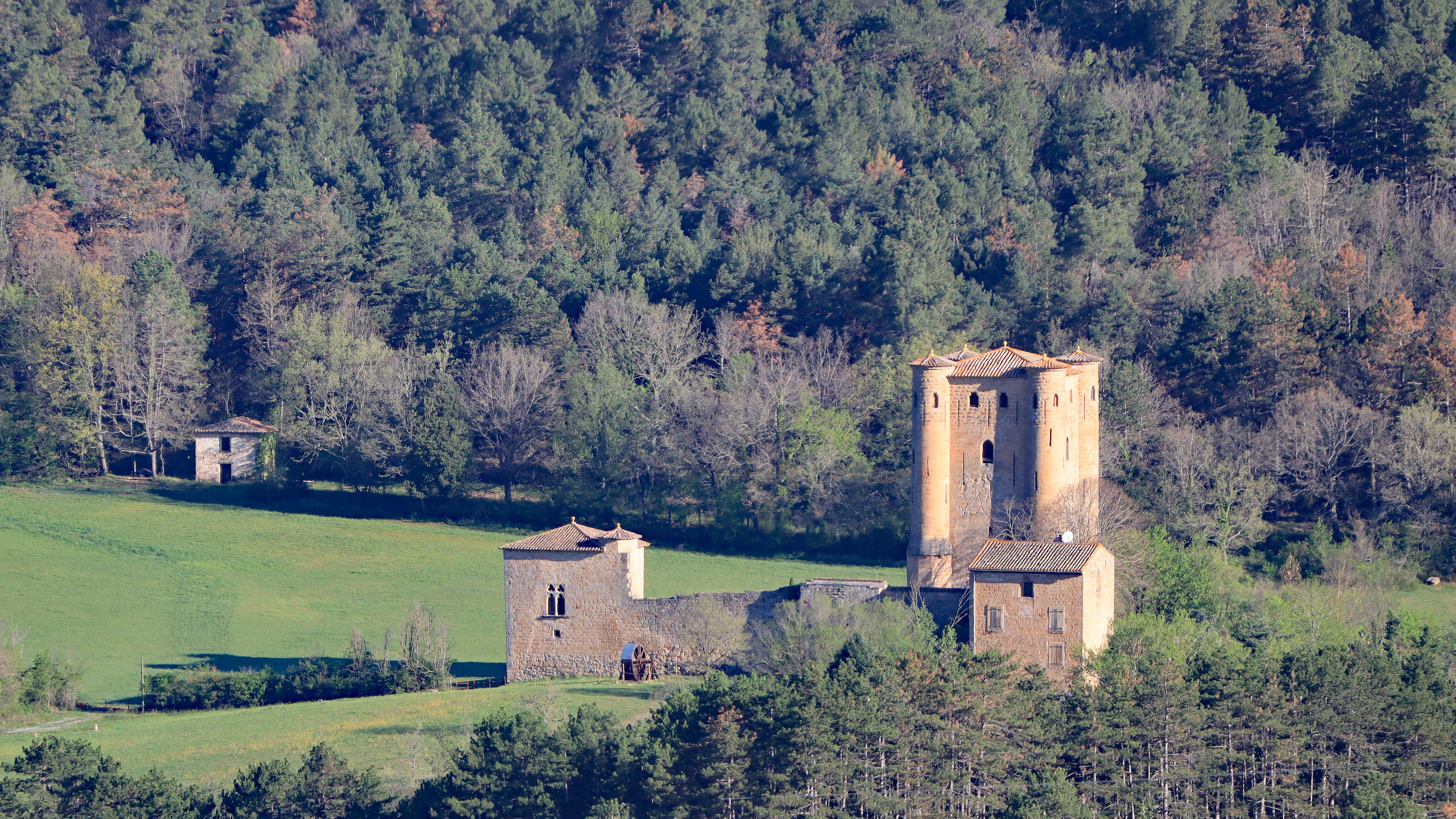
Le château en 2024.
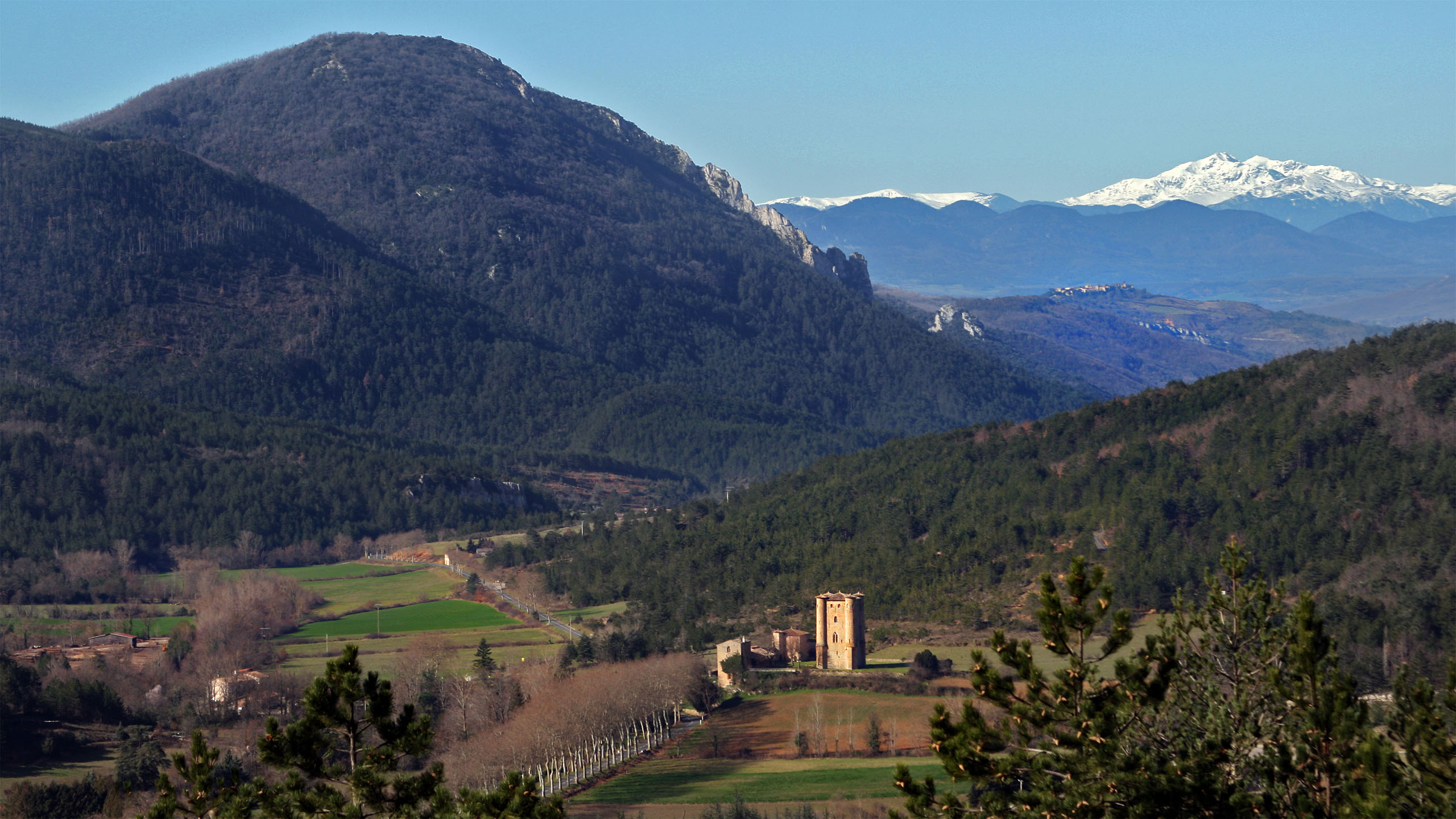
Le château, au loin Rennes-le-Château et le pic de Saint-Barthélemy.
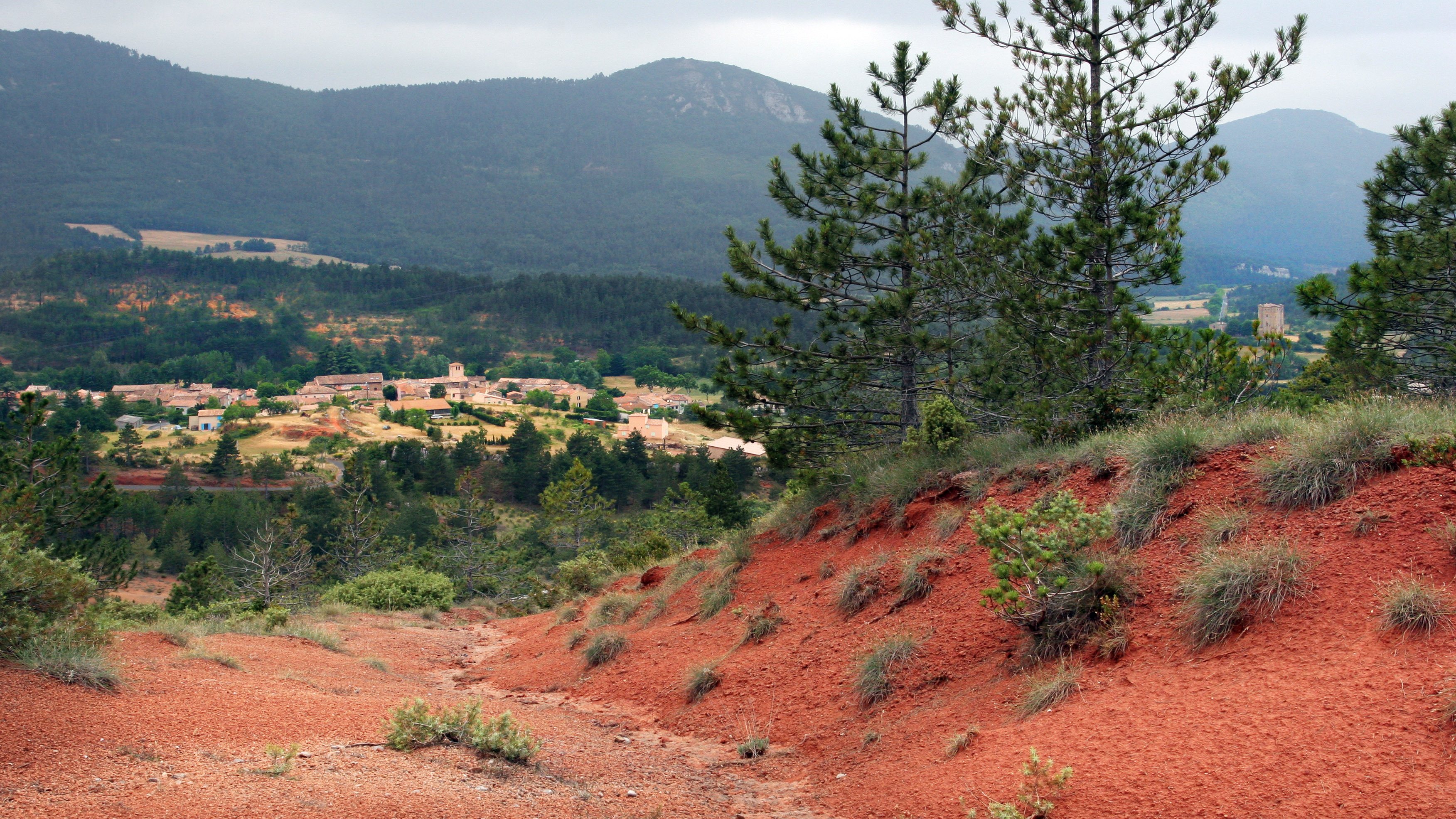
Vue du nord, les terres rouges.
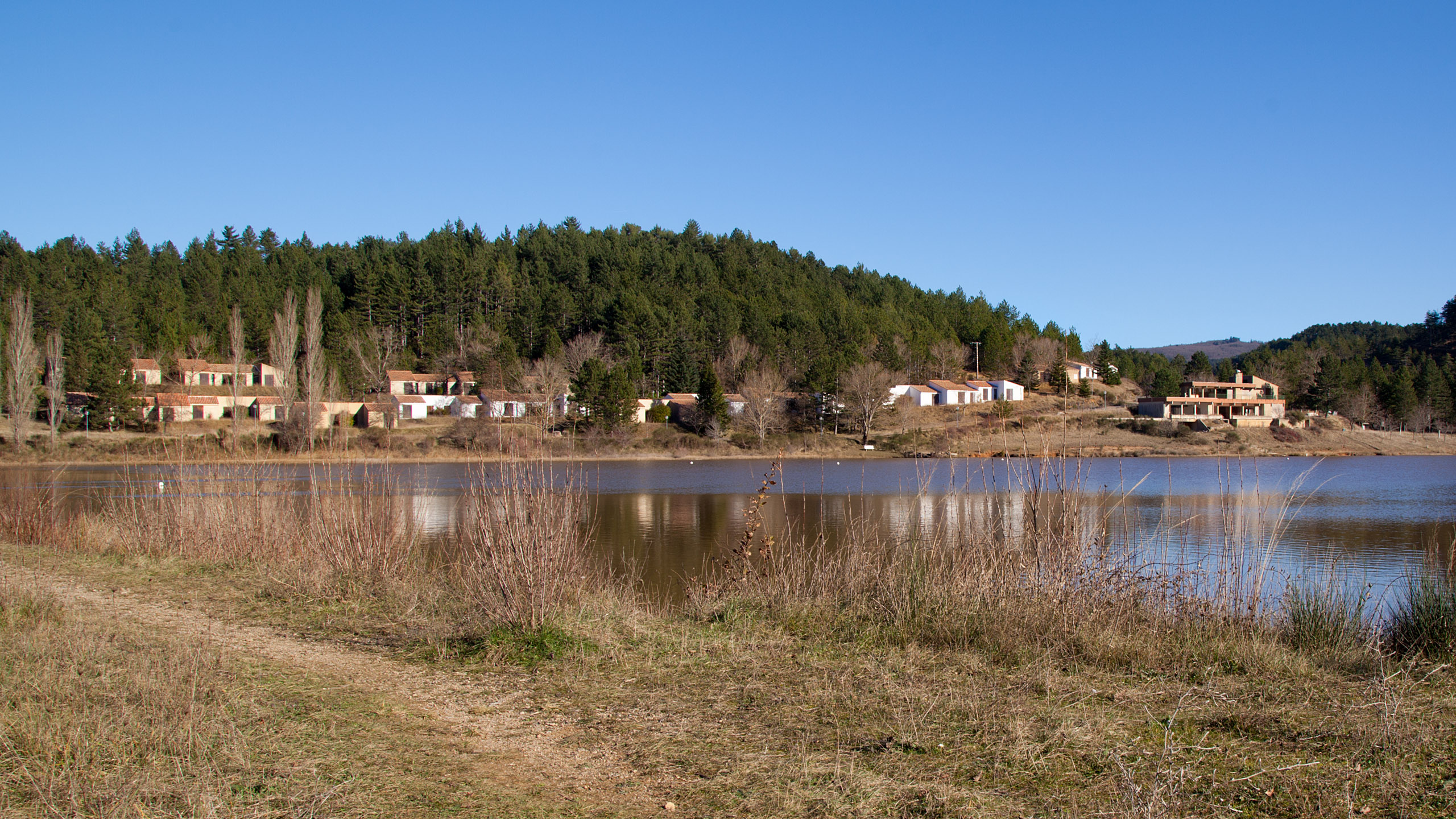
Le village de vacances au bord du lac
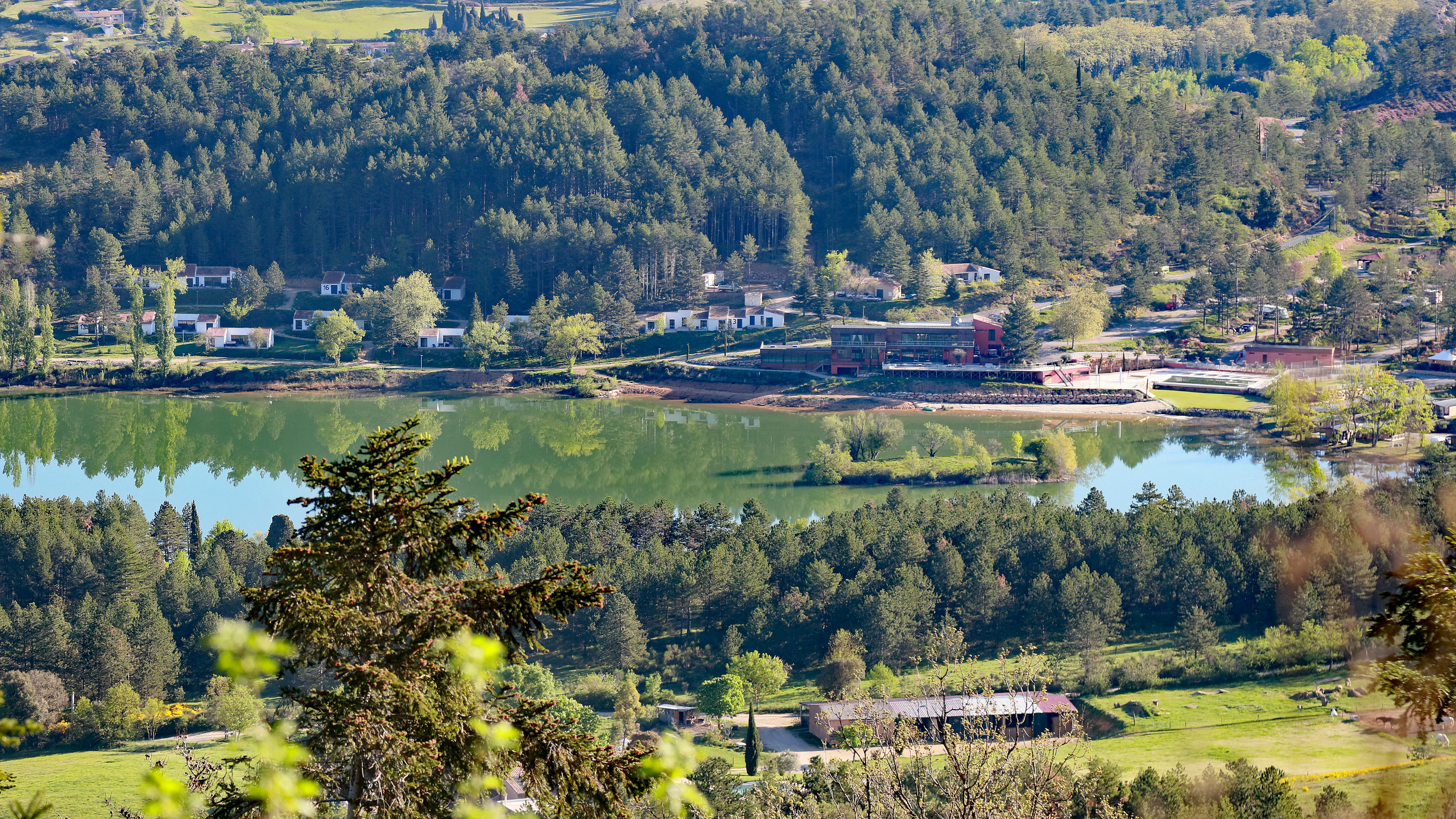
Le lac en 2024.
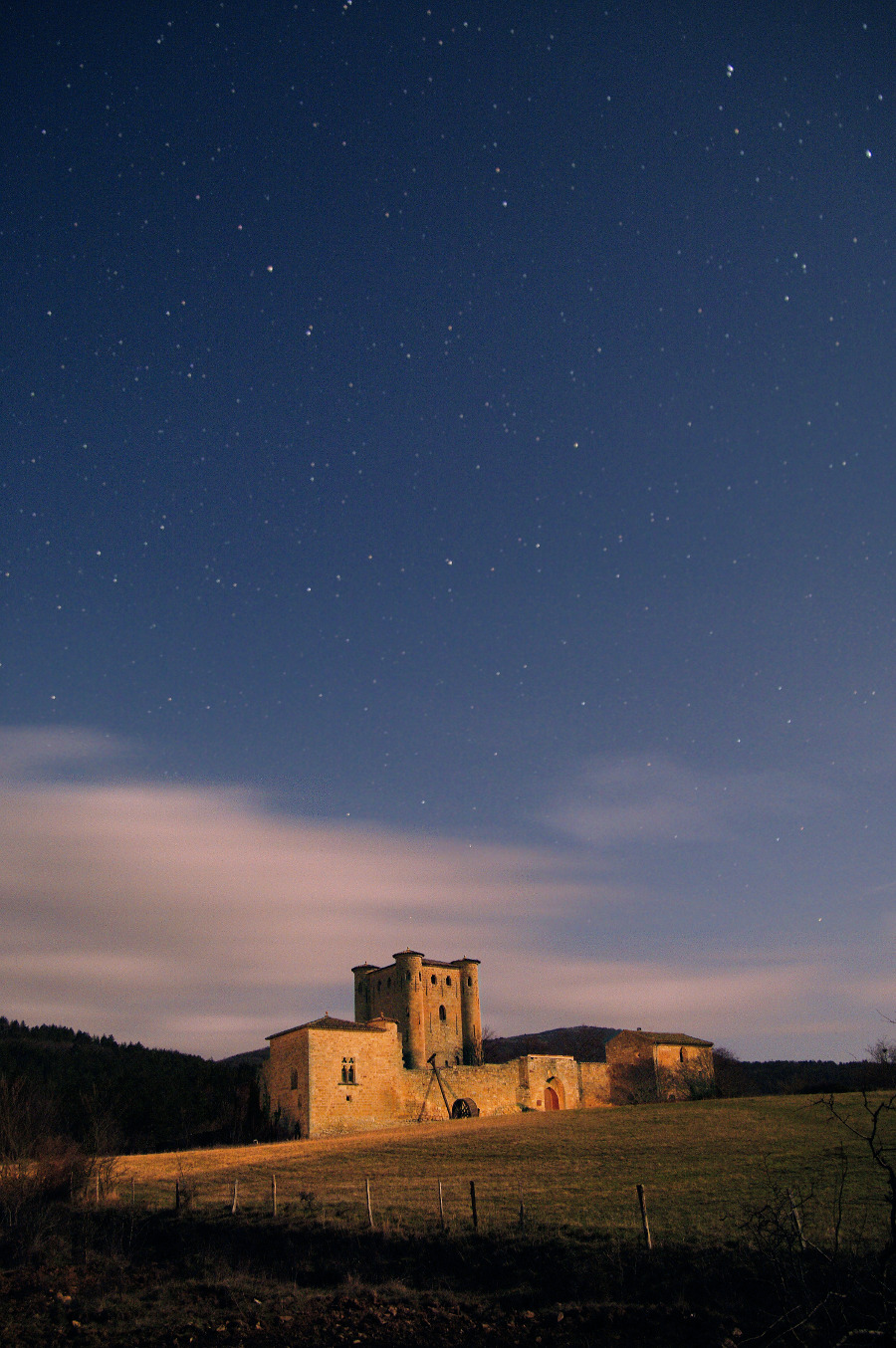
Château d'Arques, de nuit.
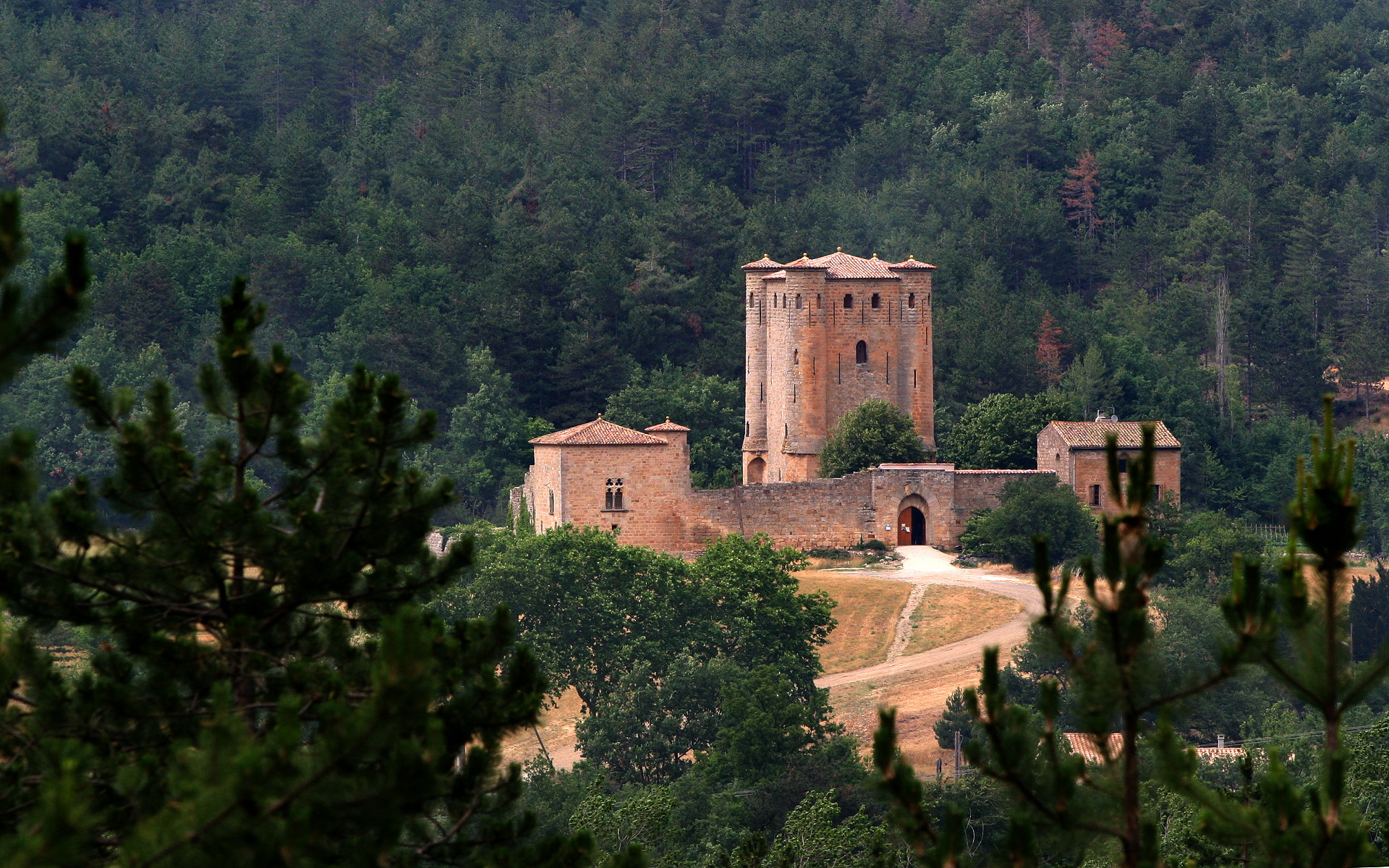
Le château façade sud
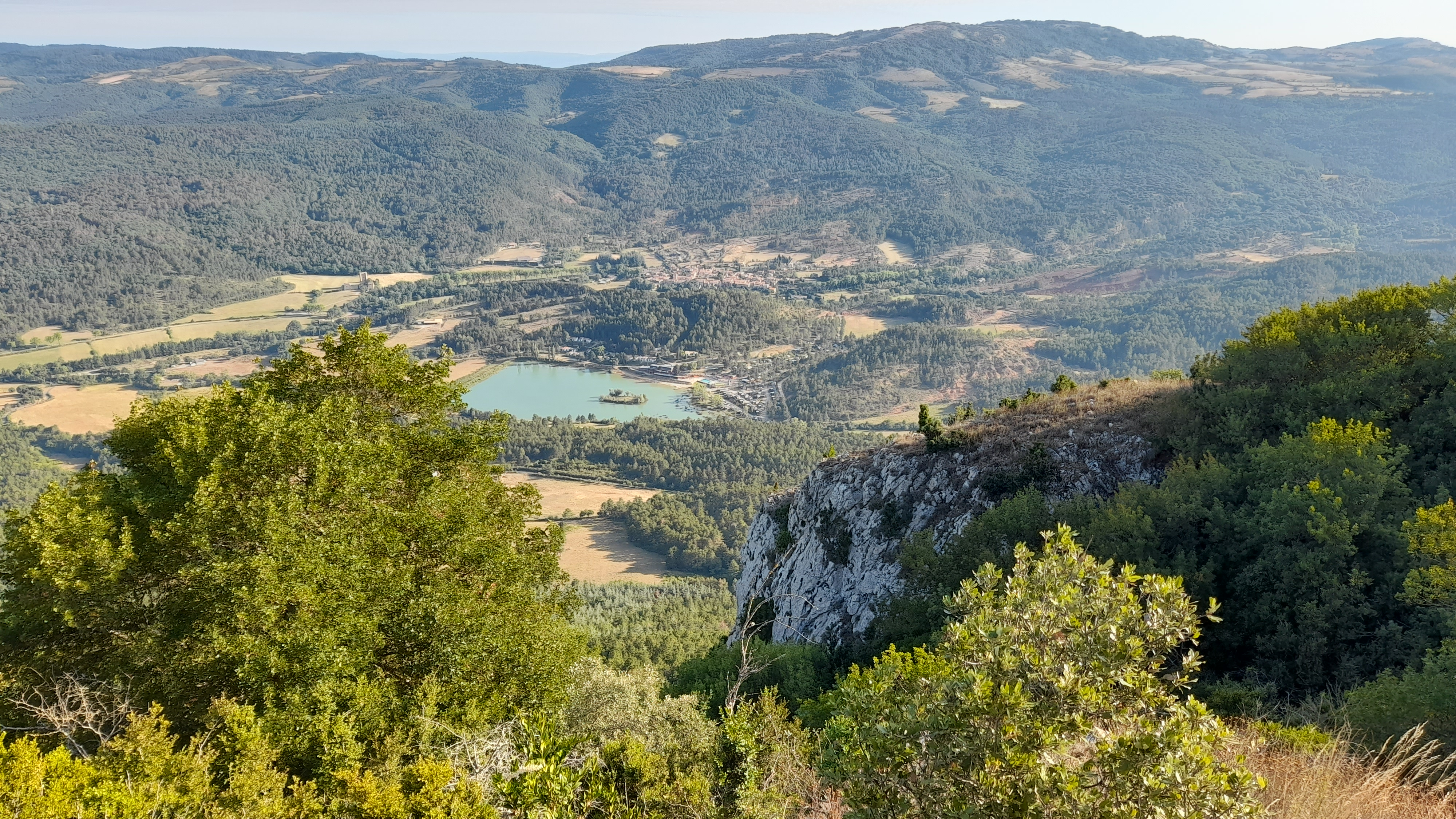
Arques vue depuis la Berco Petito ou Petite Berque (768m).

### Climat
Pour des articles plus généraux, voir Climat de l'Occitanie et Climat de l'Aude.
En 2010, le climat de la commune est de type climat océanique altéré, selon une étude s'appuyant sur une série de données couvrant la période 1971-2000. En 2020, Météo-France publie une typologie des climats de la France métropolitaine dans laquelle la commune est exposée à un climat de montagne ou de marges de montagne et est dans la région climatique Pyrénées orientales, caractérisée par une faible pluviométrie, un très bon ensoleillement (2 600 h/an), un air sec, particulièrement en hiver et peu de brouillards.
Pour la période 1971-2000, la température annuelle moyenne est de 13 °C, avec  une amplitude thermique annuelle de 15,3 °C. Le cumul annuel moyen de précipitations est de 808 mm, avec 9,8 jours de précipitations en janvier et 4,7 jours en juillet. Pour la période 1991-2020 la température moyenne annuelle observée sur la station météorologique la plus proche, située sur la commune de Granès à 12 km à vol d'oiseau, est de 13,5 °C et le cumul annuel moyen de précipitations est de 724,6 mm,. Pour l'avenir, les paramètres climatiques de la commune estimés pour 2050 selon différents scénarios d’émission de gaz à effet de serre sont consultables sur un site dédié publié par Météo-France en novembre 2022.
Dans la nuit du 11 au 12 janvier 1981 il neige environ 1 mètre de neige.
Dans la nuit du 30 au 31 janvier 1986 il neige plus de 1mètre de neige.
Dans la nuit du 22 au 23 janvier 1992 il neige 1 mètre 30 de neige.

### Milieux naturels et biodiversité

#### Réseau Natura 2000

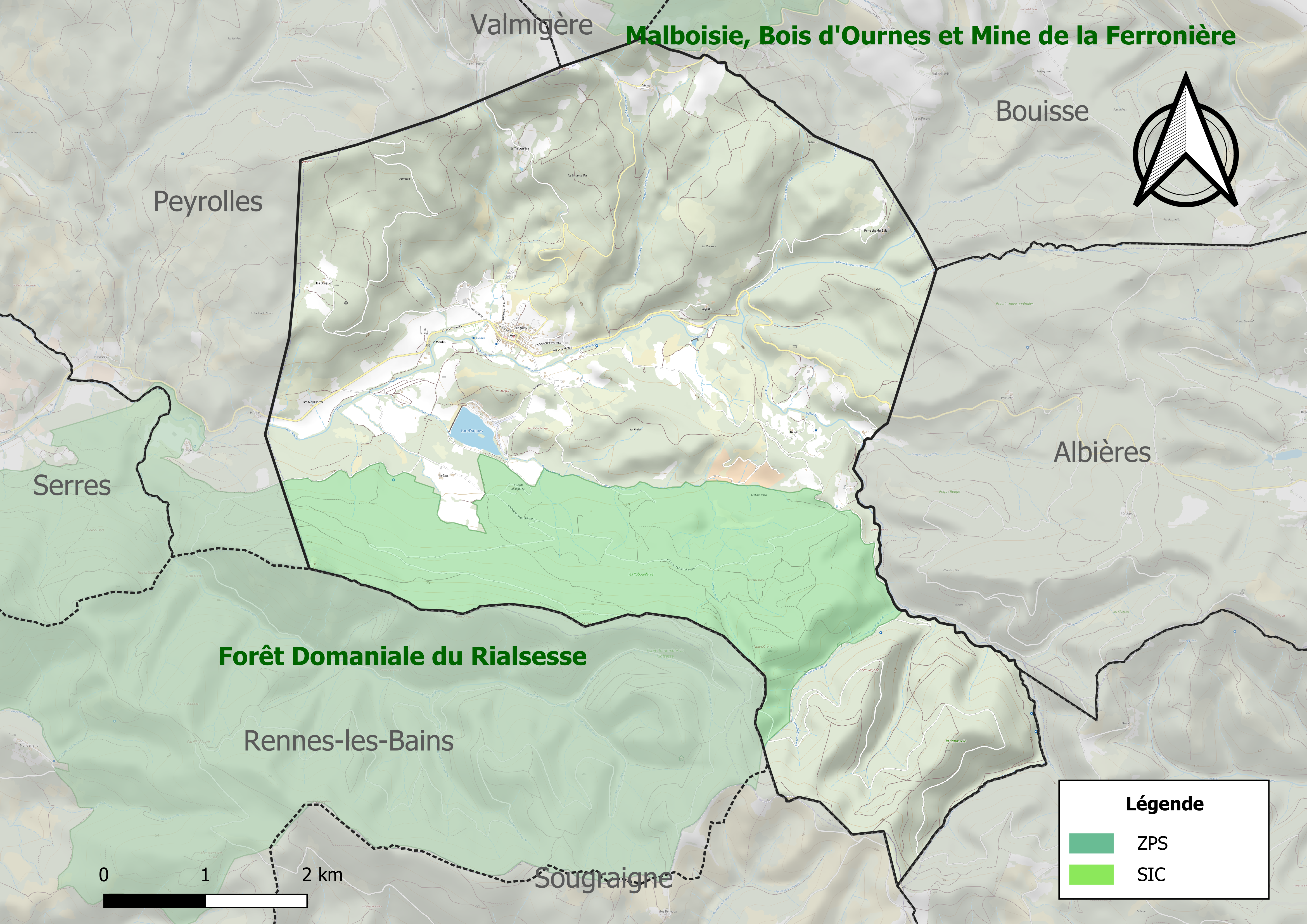
Sites Natura 2000 sur le territoire communal.

Le réseau Natura 2000 est un réseau écologique européen de sites naturels d'intérêt écologique élaboré à partir des directives habitats et oiseaux, constitué de zones spéciales de conservation (ZSC) et de zones de protection spéciale (ZPS).
Un site Natura 2000 a été défini sur la commune au titre de la directive oiseaux : les « hautes Corbières », d'une superficie de 28 398 ha, accueillant une avifaune riche et diversifiée : rapaces tels que les Busards, l'Aigle Royal, le Circaète Jean-le-Blanc, qui trouvent sur place des conditions favorables à la nidification et à leur alimentation du fait de l'importance des milieux ouverts.

#### Zones naturelles d'intérêt écologique, faunistique et floristique
L’inventaire des zones naturelles d'intérêt écologique, faunistique et floristique (ZNIEFF) a pour objectif de réaliser une couverture des zones les plus intéressantes sur le plan écologique, essentiellement dans la perspective d’améliorer la connaissance du patrimoine naturel national et de fournir aux différents décideurs un outil d’aide à la prise en compte de l’environnement dans l’aménagement du territoire.
Une ZNIEFF de type 1 est recensée sur la commune :
la « forêt domaniale du Rialsesse » (1 830 ha), couvrant 4 communes du département et une ZNIEFF de type 2, :
les « Corbières occidentales » (59 005 ha), couvrant 66 communes du département.

Carte des ZNIEFF de type 1 et 2 à Arques.
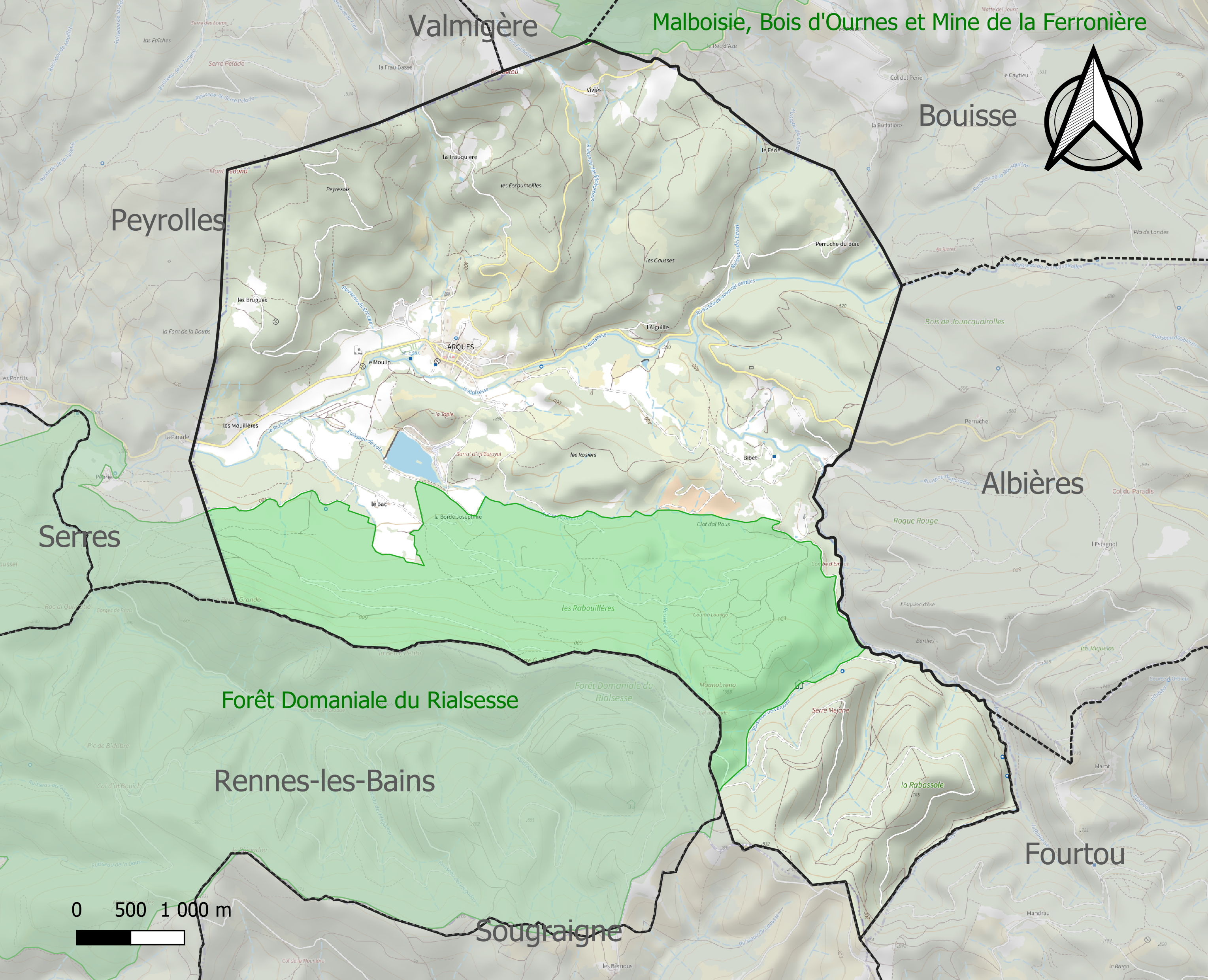
Carte de la ZNIEFF de type 1 sur la commune.
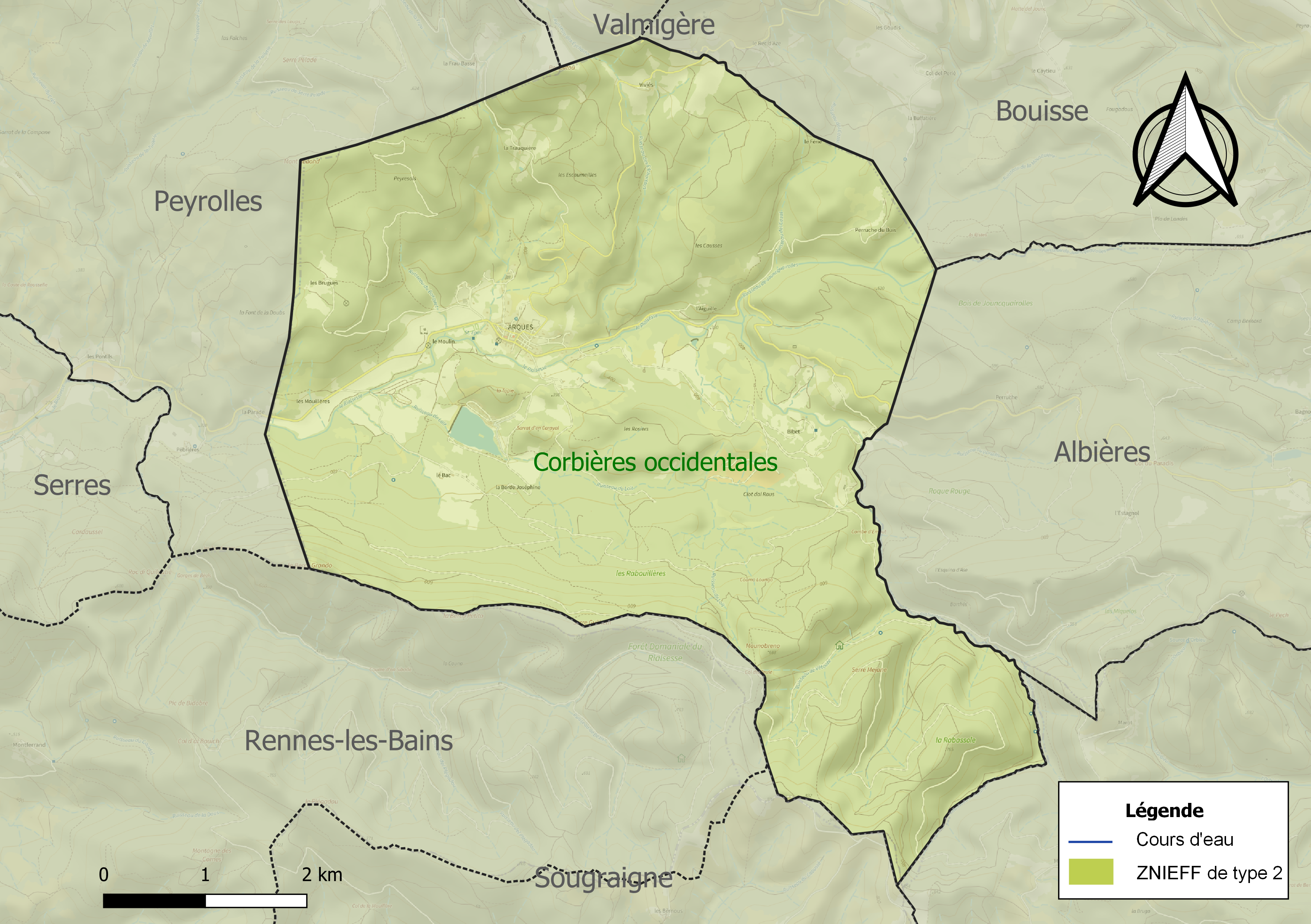
Carte de la ZNIEFF de type 2 sur la commune.

## Urbanisme
1. ↑  Carte IGN sous Géoportail
2. ↑  Plan séisme
3. ↑  « Découpage en régions hydrographiques », sur sandre.eaufrance.fr (consulté le 7 décembre 2021).
4. ↑  « Désoupage en territoires SDAGE/DCE du bassin Rhône-Méditerranée-Corse », sur rhone-mediterranee.eaufrance.fr, octobre 2018 (consulté le 7 décembre 2021).
5. ↑  « Fiche communale d'Arques », sur le système d'information pour la gestion des eaux souterraines en Occitanie (consulté le 7 décembre 2021).
6. ↑  Sandre, « le Rialsesse »
7. 1 2  Daniel Joly, Thierry Brossard, Hervé Cardot, Jean Cavailhes, Mohamed Hilal et Pierre Wavresky, « Les types de climats en France, une construction spatiale », Cybergéo, revue européenne de géographie - European Journal of Geography, no 501,‎ 18 juin 2010 (DOI 10.4000/cybergeo.23155, lire en ligne, consulté le 21 novembre 2023)
8. ↑  « Zonages climatiques en France métropolitaine. », sur pluiesextremes.meteo.fr (consulté le 21 novembre 2023).
9. ↑  « Orthodromie entre Arques et Granès », sur fr.distance.to (consulté le 21 novembre 2023).
10. ↑  « Station Météo-France « Granes » (commune de Granès) - fiche climatologique - période 1991-2020 », sur donneespubliques.meteofrance.fr (consulté le 21 novembre 2023).
11. ↑  « Station Météo-France « Granes » (commune de Granès) - fiche de métadonnées. », sur donneespubliques.meteofrance.fr (consulté le 21 novembre 2023).
12. ↑  « Climadiag Commune : diagnostiquez les enjeux climatiques de votre collectivité. », sur meteofrance.fr, novembre 2022 (consulté le 21 novembre 2023).
13. ↑  Réseau européen Natura 2000, Ministère de la transition écologique et solidaire
14. ↑  « Liste des zones Natura 2000 de la commune d'Arques », sur le site de l'Inventaire national du patrimoine naturel (consulté le 28 septembre 2021).
15. ↑  « site Natura 2000 FR9112028 - fiche descriptive », sur le site de l'inventaire national du patrimoine naturel (consulté le 28 septembre 2021).
16. 1 2  « Liste des ZNIEFF de la commune d'Arques », sur le site de l'Inventaire national du patrimoine naturel (consulté le 28 septembre 2021).
17. ↑  « ZNIEFF la « forêt domaniale du Rialsesse » - fiche descriptive », sur le site de l'inventaire national du patrimoine naturel (consulté le 28 septembre 2021).
18. ↑  « ZNIEFF les « Corbières occidentales » - fiche descriptive », sur le site de l'inventaire national du patrimoine naturel (consulté le 28 septembre 2021).

### Typologie
Au 1er janvier 2024, Arques est catégorisée commune rurale à habitat dispersé, selon la nouvelle grille communale de densité à 7 niveaux définie par l'Insee en 2022.
Elle est située hors unité urbaine et hors attraction des villes,.

### Occupation des sols
L'occupation des sols de la commune, telle qu'elle ressort de la base de données européenne d’occupation biophysique des sols Corine Land Cover (CLC), est marquée par l'importance des forêts et milieux semi-naturels (82,2 % en 2018), une proportion sensiblement équivalente à celle de 1990 (81,6 %). La répartition détaillée en 2018 est la suivante :
forêts (60,6 %), milieux à végétation arbustive et/ou herbacée (21,6 %), zones agricoles hétérogènes (16,8 %), prairies (1 %). L'évolution de l’occupation des sols de la commune et de ses infrastructures peut être observée sur les différentes représentations cartographiques du territoire : la carte de Cassini (XVIIIe siècle), la carte d'état-major (1820-1866) et les cartes ou photos aériennes de l'IGN pour la période actuelle (1950 à aujourd'hui).

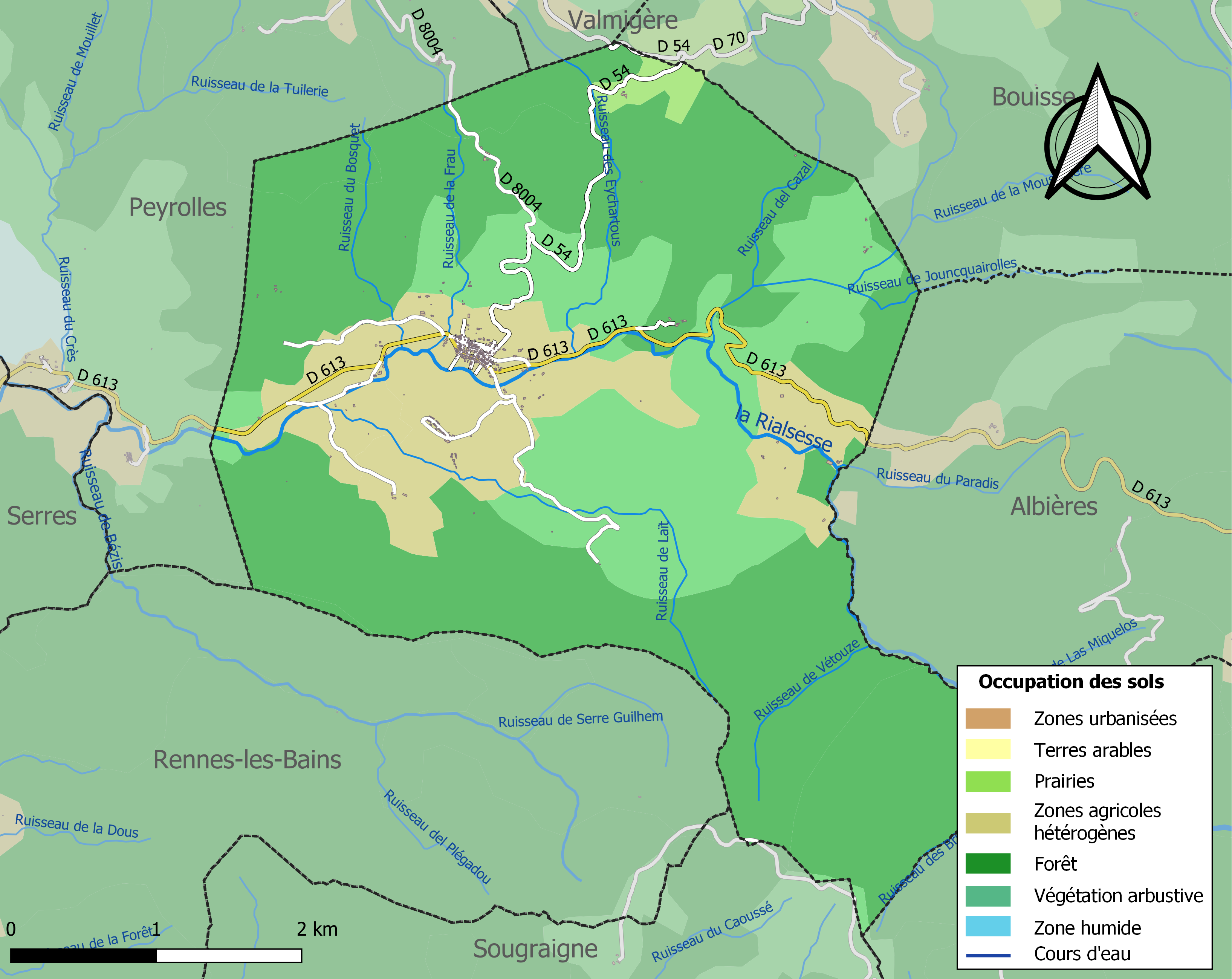
Carte des infrastructures et de l'occupation des sols de la commune en 2018 (CLC).

### Risques majeurs
Le territoire de la commune d'Arques est vulnérable à différents aléas naturels : météorologiques (tempête, orage, neige, grand froid, canicule ou sécheresse), inondations, feux de forêts et séisme (sismicité faible). Il est également exposé à un risque particulier : le risque de radon. Un site publié par le BRGM permet d'évaluer simplement et rapidement les risques d'un bien localisé soit par son adresse soit par le numéro de sa parcelle.

#### Risques naturels
Certaines parties du territoire communal sont susceptibles d’être affectées par le risque d’inondation par débordement de cours d'eau, notamment la Rialsesse. La commune a été reconnue en état de catastrophe naturelle au titre des dommages causés par les inondations et coulées de boue survenues en 1982, 1992, 1996, 2000, 2009 et 2020,.

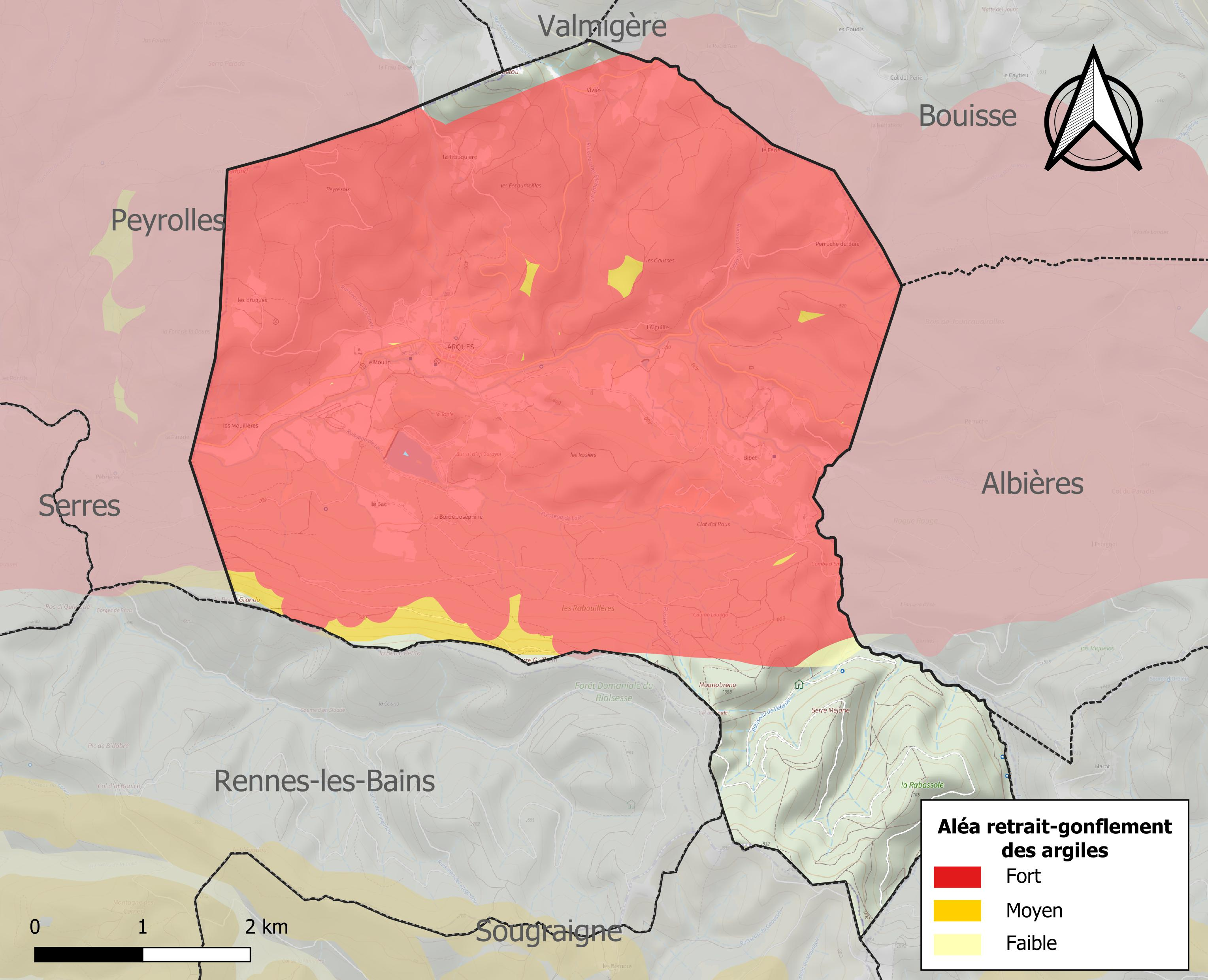
Carte des zones d'aléa retrait-gonflement des sols argileux d'Arques.

Le retrait-gonflement des sols argileux est susceptible d'engendrer des dommages importants aux bâtiments en cas d’alternance de périodes de sécheresse et de pluie. 82 % de la superficie communale est en aléa moyen ou fort (75,2 % au niveau départemental et 48,5 % au niveau national). Sur les 234 bâtiments dénombrés sur la commune en 2019, 234 sont en aléa moyen ou fort, soit 100 %, à comparer aux 94 % au niveau départemental et 54 % au niveau national. Une cartographie de l'exposition du territoire national au retrait gonflement des sols argileux est disponible sur le site du BRGM,.

#### Risque particulier
Dans plusieurs parties du territoire national, le radon, accumulé dans certains logements ou autres locaux, peut constituer une source significative d’exposition de la population aux rayonnements ionisants. Certaines communes du département sont concernées par le risque radon à un niveau plus ou moins élevé. Selon la classification de 2018, la commune d'Arques est classée en zone 2, à savoir zone à potentiel radon faible mais sur lesquelles des facteurs géologiques particuliers peuvent faciliter le transfert du radon vers les bâtiments.

## Toponymie
Le nom d'Arques, proviendrait du terme "arca" (ou "arcas" au pluriel) en occitan signifiant "arche" ou "coffre".
Une autre hypothèse serait une origine liée au mot "arx" (forteresse), mais le château étant postérieur à la conquête française, on peut supposer que le nom est antérieur et provient d'un terme occitan comme ci-dessus.

## Histoire
En 1231, Pierre de Voisins, lieutenant de Simon de Montfort, reçoit Arques dans ses nouvelles possessions. Son successeur, Gilles de Voisins, fit débuter la construction du château en 1280 ainsi que l'organisation de la bastide. ce sont des barons du nord qui viennent occuper les terres de l'hérésie cathare sous l'ordre du pape Innocent III. La dynastie des Voisins s'éteint avec le mariage en 1518 de Françoise avec un membre de la Maison de Joyeuse, qui deviendra dès lors détentrice de la seigneurie et baronnie d'Arques, Jean de Joyeuse. Le château d'Arques est alors délaissé au profit du château des ducs de Joyeuse à Couiza. Les seigneurs et barons d'Arques étaient barons-héréditaires de Languedoc (Pays d'états) et siégeaient à ce titre permanent, aux États de Languedoc.
Anne de Joyeuse est désigné sous le nom d'Arques à la cour de Henri III.

## Politique et administration

### Découpage territorial
La commune d'Arques est membre de la communauté de communes du Limouxin, un établissement public de coopération intercommunale (EPCI) à fiscalité propre créé le 2 décembre 2016 dont le siège est à Limoux. Ce dernier est par ailleurs membre d'autres groupements intercommunaux.
Sur le plan administratif, elle est rattachée à l'arrondissement de Limoux, au département de l'Aude, en tant que circonscription administrative de l'État, et à la région Occitanie.
Sur le plan électoral, elle dépend du canton de la Haute-Vallée de l'Aude pour l'élection des conseillers départementaux, depuis le redécoupage cantonal de 2014 entré en vigueur en 2015, et de la troisième circonscription de l'Aude  pour les élections législatives, depuis le redécoupage électoral de 1986.

### Liste des maires
| Période                                  | Période  | Identité         | Étiquette | Qualité               |
| ---------------------------------------- | -------- | ---------------- | --------- | --------------------- |
| 1925                                     | 1935     | Déodat Roché     |           | Magistrat             |
| 1977                                     | 2014     | Henri Barbaza    | PS        |                       |
| 2014                                     | 2014     | Maxime Barbaza   |           | Maire de mars à avril |
| 2014                                     | 2020     | Audrey Cabedo    |           |                       |
| 2020                                     | En cours | Géraldine Gracia | PS        | Secrétaire de mairie  |
| Les données manquantes sont à compléter. |          |                  |           |                       |

## Démographie
| 1793 | 1800 | 1806 | 1821 | 1831 | 1836 | 1841 | 1846 | 1851 |
| ---- | ---- | ---- | ---- | ---- | ---- | ---- | ---- | ---- |
| 460  | 488  | 535  | 506  | 549  | 591  | 600  | 601  | 556  |

| 1856 | 1861 | 1866 | 1872 | 1876 | 1881 | 1886 | 1891 | 1896 |
| ---- | ---- | ---- | ---- | ---- | ---- | ---- | ---- | ---- |
| 504  | 560  | 539  | 542  | 495  | 520  | 531  | 508  | 507  |

| 1901 | 1906 | 1911 | 1921 | 1926 | 1931 | 1936 | 1946 | 1954 |
| ---- | ---- | ---- | ---- | ---- | ---- | ---- | ---- | ---- |
| 504  | 516  | 429  | 272  | 326  | 330  | 297  | 284  | 250  |

| 1962 | 1968 | 1975 | 1982 | 1990 | 1999 | 2006 | 2008 | 2013 |
| ---- | ---- | ---- | ---- | ---- | ---- | ---- | ---- | ---- |
| 235  | 210  | 190  | 201  | 210  | 199  | 253  | 268  | 240  |

| 2018 | 2022 | - | - | - | - | - | - | - |
| ---- | ---- | - | - | - | - | - | - | - |
| 261  | 253  | - | - | - | - | - | - | - |

## Économie

### Revenus
En 2018 (données Insee publiées en septembre 2021), la commune compte 101 ménages fiscaux, regroupant 222 personnes. La médiane du revenu disponible par unité de consommation est de 16 030 € (19 240 € dans le département).

### Emploi
| Division       | 2008   | 2013   | 2018   |
| -------------- | ------ | ------ | ------ |
| Commune        | 12,3 % | 16,4 % | 15,6 % |
| Département    | 10,2 % | 12,8 % | 12,6 % |
| France entière | 8,3 %  | 10 %   | 10 %   |

En 2018, la population âgée de 15 à 64 ans s'élève à 135 personnes, parmi lesquelles on compte 65,9 % d'actifs (50,4 % ayant un emploi et 15,6 % de chômeurs) et 34,1 % d'inactifs,. Depuis 2008, le taux de chômage communal (au sens du recensement) des 15-64 ans est supérieur à celui de la France et du département.
La commune est hors attraction des villes,. Elle compte 59 emplois en 2018, contre 51 en 2013 et 73 en 2008. Le nombre d'actifs ayant un emploi résidant dans la commune est de 72, soit un indicateur de concentration d'emploi de 82,1 % et un taux d'activité parmi les 15 ans ou plus de 45,1 %.
Sur ces 72 actifs de 15 ans ou plus ayant un emploi, 33 travaillent dans la commune, soit 46 % des habitants. Pour se rendre au travail, 79,2 % des habitants utilisent un véhicule personnel ou de fonction à quatre roues, 8,3 % s'y rendent en deux-roues, à vélo ou à pied et 12,5 % n'ont pas besoin de transport (travail au domicile).

### Activités hors agriculture
19 établissements sont implantés à Arques au 31 décembre 2019.
Le secteur du commerce de gros et de détail, des transports, de l'hébergement et de la restauration est prépondérant sur la commune puisqu'il représente 42,1 % du nombre total d'établissements de la commune (8 sur les 19 entreprises implantées à Arques), contre 32,3 % au niveau départemental.

### Agriculture
|                                   | 1988 | 2000 | 2010 |
| --------------------------------- | ---- | ---- | ---- |
| Exploitations                     | 13   | 8    | 9    |
| Superficie agricole utilisée (ha) | 206  | 272  | 176  |

La commune fait partie de la petite région agricole dénommée « Pays de Sault ». En 2010, l'orientation technico-économique de l'agriculture  sur la commune est la polyculture et le polyélevage. Neuf exploitations agricoles ayant leur siège dans la commune sont dénombrées lors du recensement agricole de 2010 (douze en 1988). La superficie agricole utilisée est de 176 ha.

## Culture locale et patrimoine

### Lieux et monuments
- Le château d'Arques
- Église Saint-Étienne ou Saint-Jean-Baptiste ou Sainte-Anne d'Arques.
- La maison de Déodat Roché transformée en une exposition consacrée au catharisme
- Croix d'Arques

### Personnalités liées à la commune
- Pierre de Voisins ;
- Anne de Joyeuse ;
- Maison de Joyeuse ;
- Maison Déodat Roché ;
- Déodat Roché ;
- Victor Boffelli ;
- Sylvain Durif, personnage d'internet français, candidat aux élections municipales en 2013.

### Héraldique
|  | La commune d'Arques porte : - De sinople coupé d'argent, chapé chaussé de l'un en l'autre,. Le dessin ci-contre donne l'interprétation de Henri Sivade. |

|  | L'Armorial général d'Hozier donne le dessin ci-contre qui peut se blasonner ainsi : - Coupé de sinople et d'argent, vêtu de l'un en l'autre. |